# Taxa K 1640 efterlyses
Taxa K – 1640 efterlyses er en dansk film fra 1956. Et rigtigt melodrama, hvor jalousien spiller en rolle.
- Manuskript Johannes Allen.
- Instruktion Lau Lauritzen jun.

Blandt de medvirkende kan nævnes:
- Lau Lauritzen jun.
- Poul Reichhardt
- Lisbeth Movin
- Paul Hagen
- Karl Stegger
- Mogens Davidsen
- Ole Monty
- Torkil Lauritzen
- Birgitte Bruun
- Kirsten Passer
- Emil Hass Christensen
- Gunnar Lauring
- Ebbe Langberg
- Bodil Steen